# 雪柏線
雪柏线（英語：Sheppard Line）是多倫多地铁的路线之一，全长5.5公里，呈東西走向與雪柏大道平行。本綫由多倫多公車局營運，于2002年11月22日通車，是多伦多最新的地铁路线。現時本綫西起雪柏－央街站，東至当妙斯站，一共5个车站，全綫在北約克以内運行。本綫在地鐵綫路圖中以紫色表示，其TTC内部編號為4號綫。
此外，TTC亦有營運385號深宵巴士綫，在雪柏線深宵休車期間行駛與該綫相若的路綫。

## 歷史
早於1960年代，時任北約克鎮議長塞爾維斯（James Service）已提倡在大多倫多市的北端興建地鐵綫，但由於當時該帶的發展密度偏低，興建地鐵綫不符合成本效益，故此建議並沒有被廣泛接納。然而，隨著多倫多的内圈衛星城鎮於1970和80年代陸續發展，市民的通勤模式不再局限於市中心和市郊之間，但固有的地鐵綫卻未能像401號公路般顧及往來市郊之間的交通。有見及此，大多市於1984年推出「網絡2011」計劃，當中包括沿雪柏大道興建一條地鐵綫連接北約克和士嘉堡的心臟地帶。
安大略省政府於1985年換屆後，上台執政的自由黨認為「網絡2011」計劃的21億加元造價偏高而將計劃擱置，再於1990年縮小雪柏線計劃規模並推出方案。然而自由黨於同年省選敗於新民主黨，計劃再被押後。雪柏線項目最終在1994年6月23日動工，首期東端終點從維多利亞公園大道改為當妙斯道。保守黨於1995年上台後曾打算終止雪柏線工程，但時任北約克市長賴士民等人卻成功爭取保留本綫。
雪柏線工程大部分以鑽挖方式進行，而車站則以明挖回填方式興建。經過8年工程，雪柏線於2002年通車，造價為9億3400萬元。該綫頭11個月的載客量只有1100萬人次，較預期的1500萬人次為低。另外，規模被縮小後的雪柏線只覆蓋多倫多市北部的小部分地區，更沒有進入士嘉堡區的範圍，因此亦被譏為多倫多地鐵網絡中的一條殘肢。多倫多市政府於2007年面臨財政緊絀時亦曾提出關閉雪柏線以節省每年約1000萬元的營運開支，但此建議最終卻沒有執行。

## 未來發展
雪柏線開通初期，TTC曾將該綫的東延計劃定為首要項目。計劃首期會將雪柏線從當妙斯站向東伸延至維多利亞公園路，並中途於設站；長遠則將本綫伸延至士嘉堡中心站。當局過往亦曾考慮將本綫從雪柏－央街站向西伸延至唐士維站，並中途於巴佛士街設站，但當局認為此計劃不合符成本效益而將之放棄。
然而，央街－大學－士巴丹拿線的約克大學－旺市伸延計劃於2006年取代雪柏線東延計劃，成為省政府的撥款對象，令後者何時能夠獲得省政府撥款成一大疑問。為了讓市内更多地區能盡早獲得軌道交通服務，時任市長苗大衛領導下的市政府和TTC將發展目標從重型地鐵改為建造成本較低的現代輕鐵，並於2007年推出《公共交通城》計劃（Transit City），建議於市内興建7條輕鐵綫，當中包括全長13.6公里、連接雪柏線當妙斯站和士嘉堡東部麥杜維爾路的雪柏大道東輕鐵綫。該輕鐵綫於2009年12月21日動工，原本預料於2013年9月完工。
新任市長福特於2010年上台後卻將發展重點改回地下鐵路，並將雪柏地鐵線東西伸延計劃列為首要項目。省政府於2011年3月批准此計劃，但不會向市政府提供任何額外撥款。項目預料約40億元的造價需由市政府自行籌募；福特當時表示會以公私合夥模式建造雪柏地鐵線延線，但具體時間表尚未落實。市政府並於2011年4月放棄雪柏大道東輕鐵綫項目。
福特就取消《公共交通城》計劃並改為發展地下鐵路而與省政府簽署的諒解備忘錄還需獲多倫多市議會通過，但市議會於2012年2月的會議中卻以25票對18票通過由TTC主席絲汀茲（Karen Stintz）提出的建議，通過成立外部專家小組來研究應該在雪柏大道東興建地鐵或輕鐵。小組於同年3月向市議會提交報告，建議在雪柏大道東興建輕鐵線，市議會亦以24票對19票接納此建議，標誌著雪柏大道東輕鐵線重新上馬，而福特的地鐵大計亦告落空。多倫多市政府和TTC再於同年11月28日與省政府轄下的公共交通機構都市聯通（Metrolinx）簽定協議書，確認在雪柏大道東興建輕鐵線，工程預定於2017年展開，並於2021年完成。
另外，雪柏線興建期間，當局亦於雪柏-央街站和灣景站之間預留位置待日後興建惠柳第地鐵站，但當局目前尚未定下時間表興建這個車站。

## 车站
雪柏線的車站由西至東如下：
| 中文站名   | 英文站名 | 連接路線       | 啟用日期       |
| ---------- | -------- | -------------- | -------------- |
| 雪柏線     |          |                |                |
| 雪柏－央街 |          | ■ 央街－大學線 | 2002年11月22日 |
| 灣景       |          |                | 2002年11月22日 |
| 貝沙里     |          |                | 2002年11月22日 |
| 里斯利     |          |                | 2002年11月22日 |
| 當妙斯     |          |                | 2002年11月22日 |